# あの日、欲望の大地で
『あの日、欲望の大地で』（あのひ よくぼうのだいちで、The Burning Plain）は、2008年のアメリカ合衆国のドラマ映画。脚本家ギジェルモ・アリアガの映画監督デビュー作であり、第65回ヴェネツィア国際映画祭のコンペティション部門で上映された。

## キャスト
※括弧内は日本語吹替
メイン州ポートランド
- シルヴィア - シャーリーズ・セロン（本田貴子）

高級レストランのマネージャー。少女時代はマリアーナと呼ばれていた。
- カルロス - ホセ・マリア・ヤスピク（英語版）（村治学）

シルヴィアの前に現れたメキシコ人。
- ジョン - ジョン・コーベット（永井誠）

シルヴィアの同僚のコック。
- サンティアゴ - ダニー・ピノ

カルロスの仕事仲間で親友。農薬散布のパイロット。
- マリア - テッサ・イア

サンティアゴの娘。
ニューメキシコ州国境沿いの町
- ジーナ - キム・ベイシンガー（高島雅羅）

アメリカ人の専業主婦。
- マリアーナ - ジェニファー・ローレンス（安藤瞳）

ジーナの娘。
- ニック - ジョアキム・デ・アルメイダ（辻親八）

ジーナの不倫相手。メキシコ人。
- サンティアゴ - J・D・パルド（英語版）

ニックの息子。
- ロバート - ブレット・カレン

ジーナの夫、マリアーナの父。性的不能を患っている。

## 評価
レビュー・アグリゲーターのRotten Tomatoesでは80件のレビューで支持率は38%、平均点は5.00/10となった。Metacriticでは18件のレビューを基に加重平均値が45/100となった。

## 受賞・ノミネート
第65回ヴェネツィア国際映画祭
受賞：マルチェロ・マストロヤンニ賞 - ジェニファー・ローレンス